# Iglesia Evangélica de Confesión Augustana en Rumanía

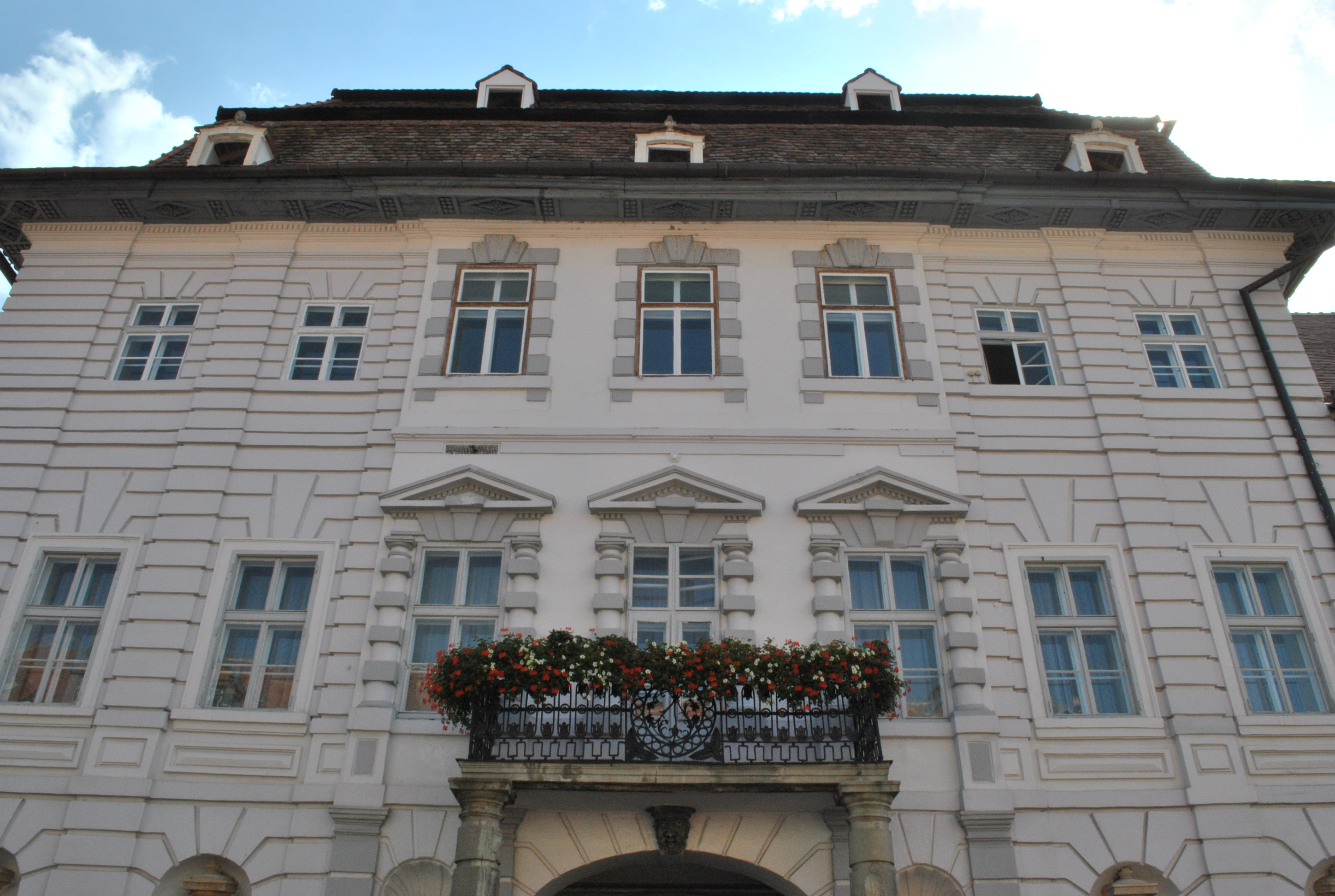
Palacio Filek de Sibiu, sede de la Iglesia.

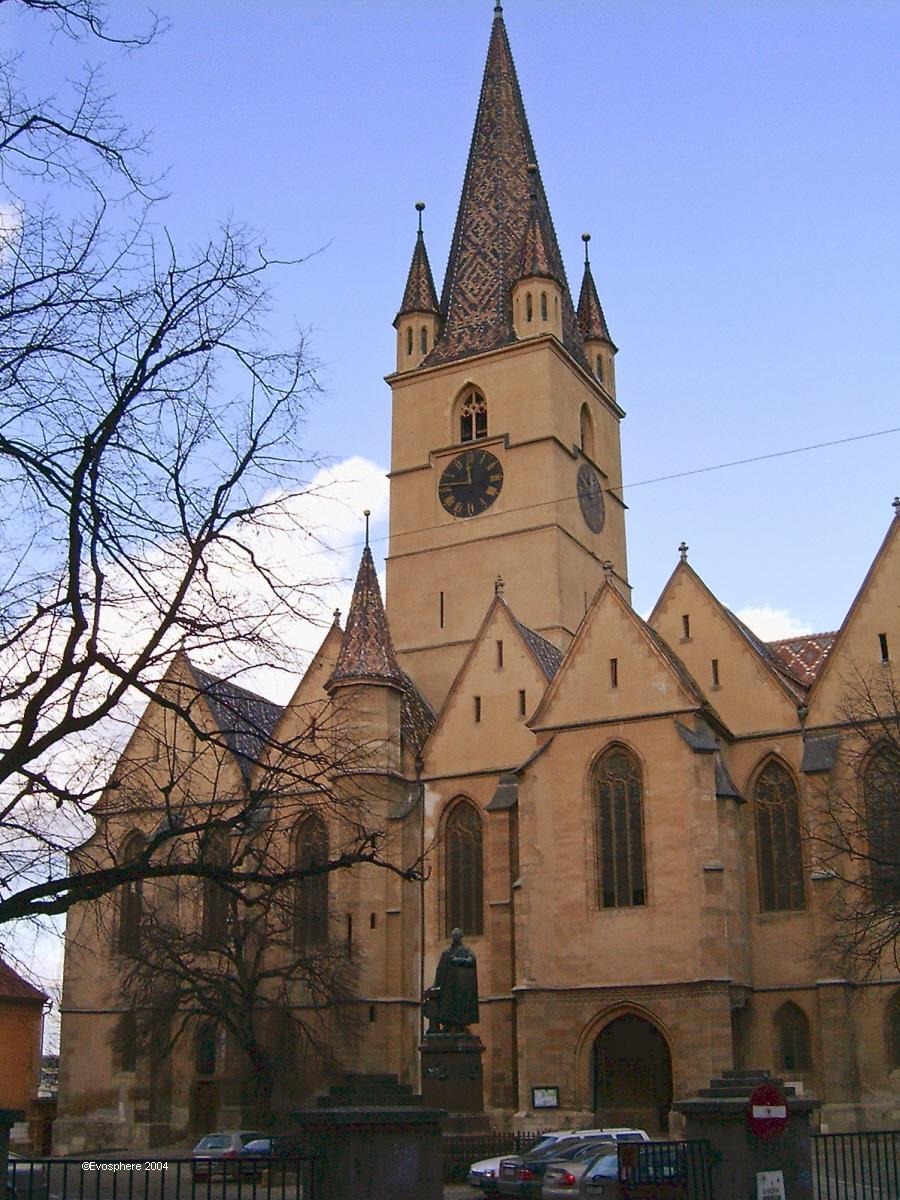
Catedral evangélica de Sibiu.

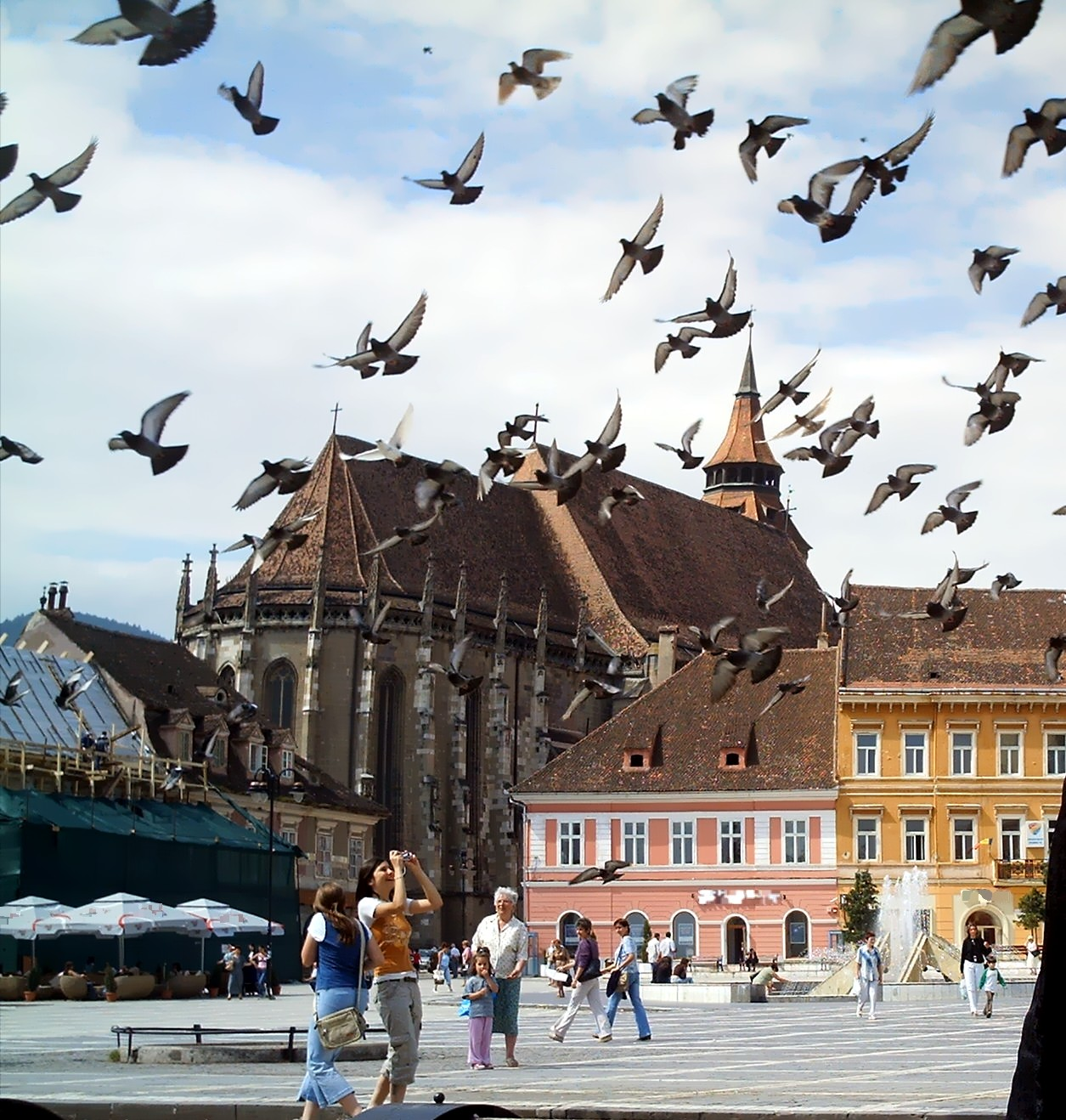
Iglesia Negra de Brașov.

La Iglesia Evangélica de Confesión Augustana de Rumanía (en rumano: Biserica Evanghelică de Confesiune Augustană din România, en alemán: Evangelische Kirche A.B. [Augsburgischen Bekenntnisses] in Rumänien) es una de los dieciocho cultos religiosos reconocidos en Rumanía. Esta iglesia está compuesta por creyentes luteranos de idioma alemán, en su gran mayoría sajones de Transilvania. La sede de la institución es el Palacio Filek de Sibiu
Desde 2010 tiene como obispo al pastor Reinhart Guib.

## Historia

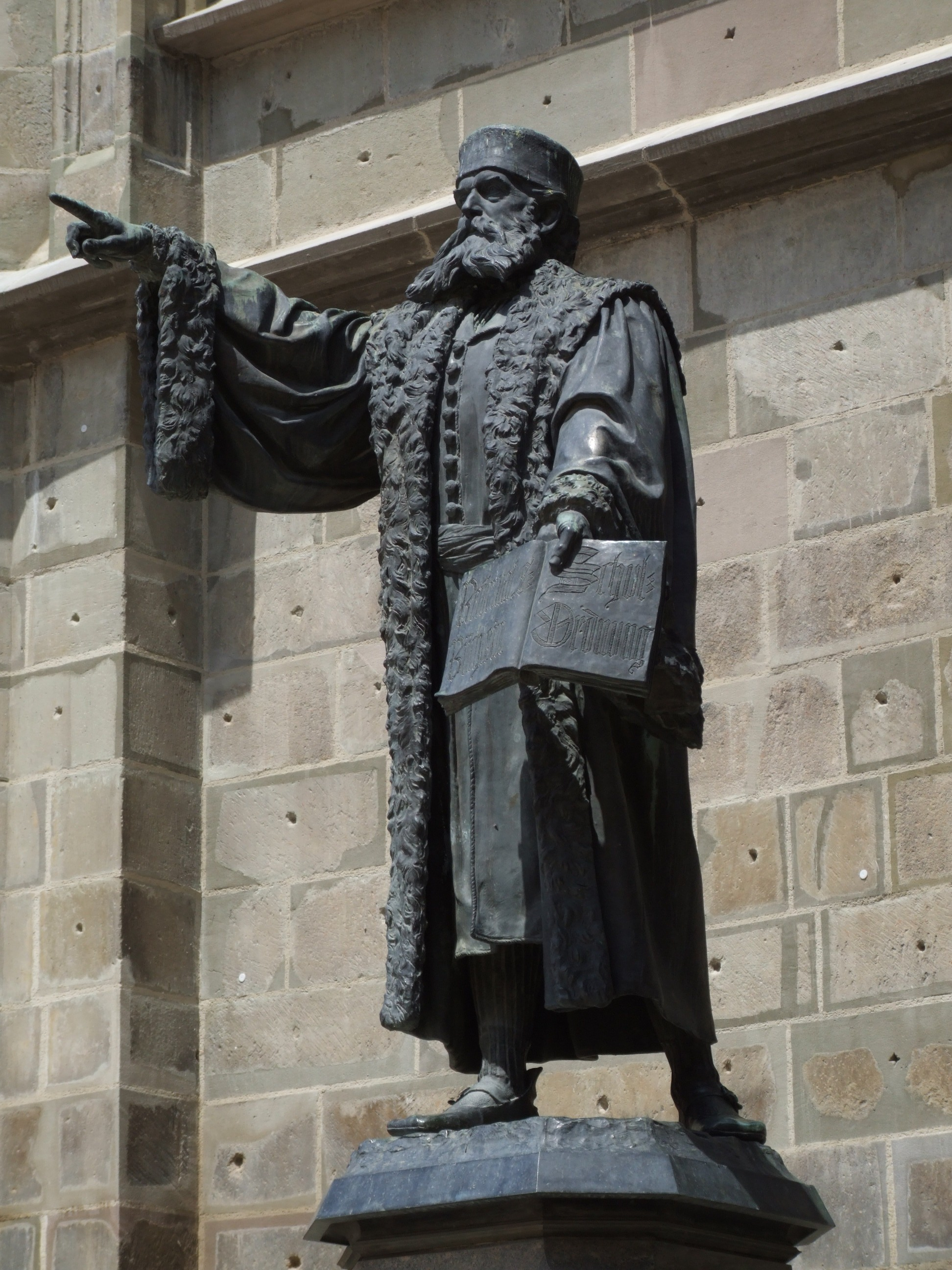
Monumento a Johannes Honterus en Brașov.

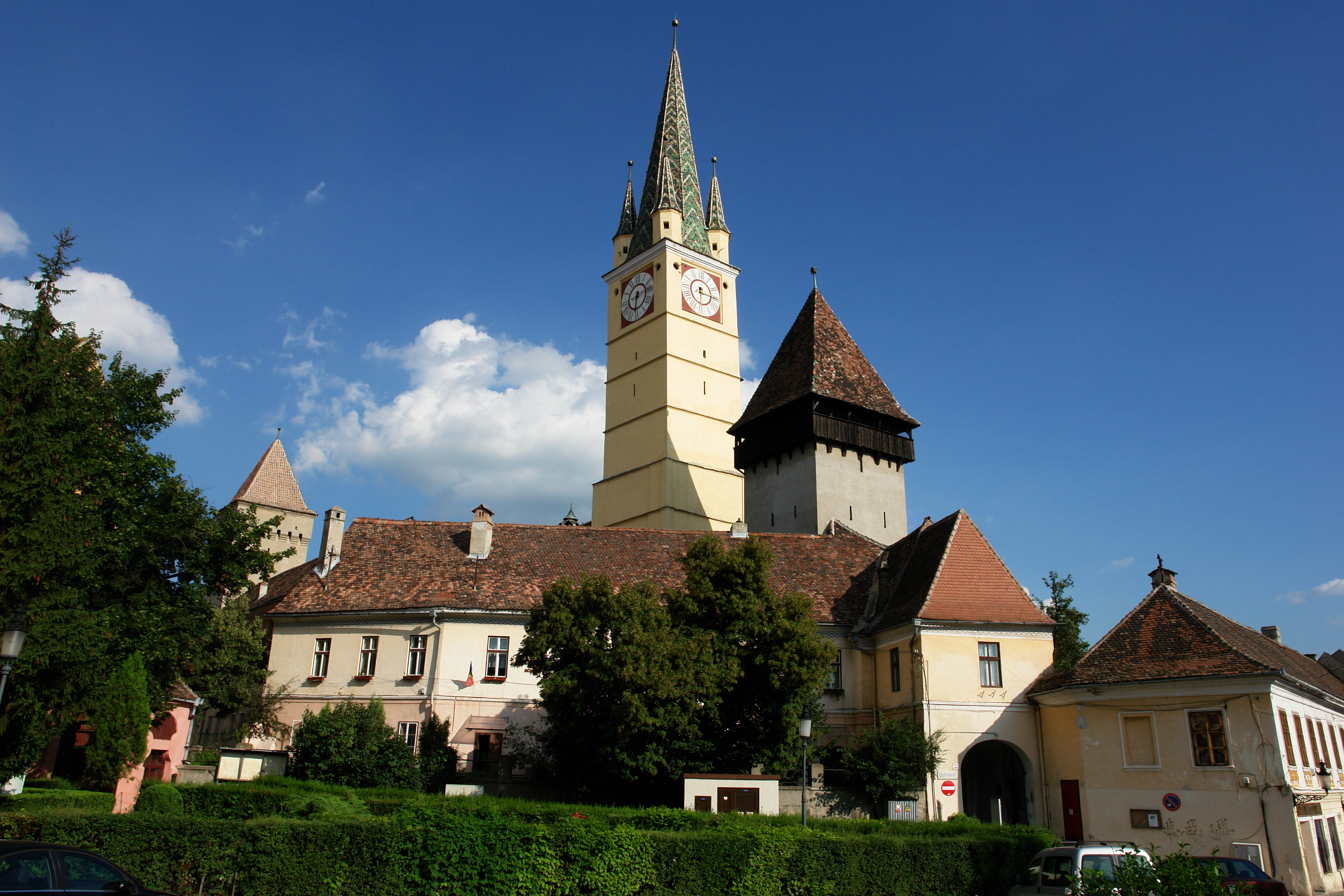
Iglesia de santa Margarita de Mediaș, donde tuvo lugar el Sínodo Evangelista de Transilvania de 1545.

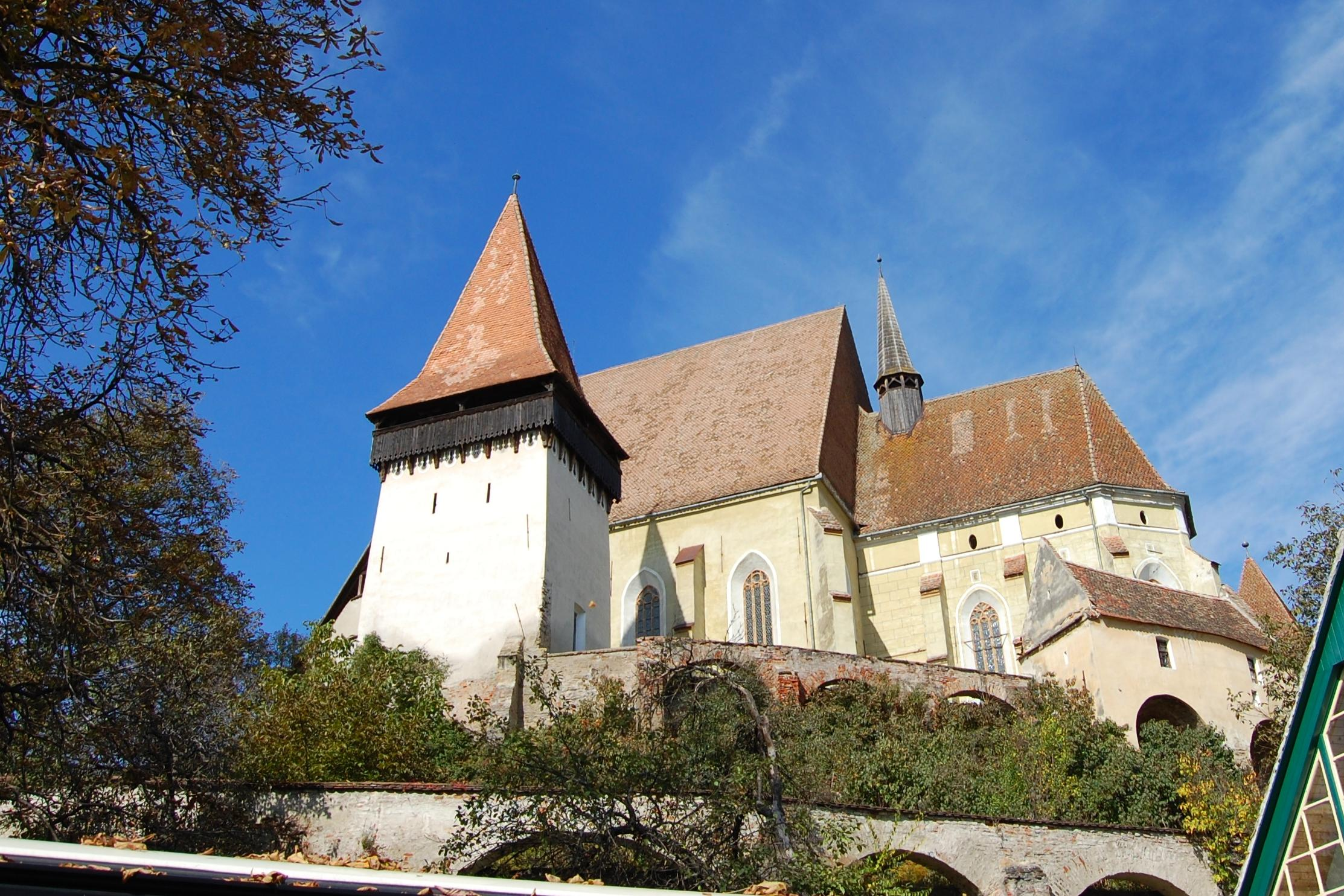
Iglesia fortificada de Biertan, sede de la iglesia hasta 1867.

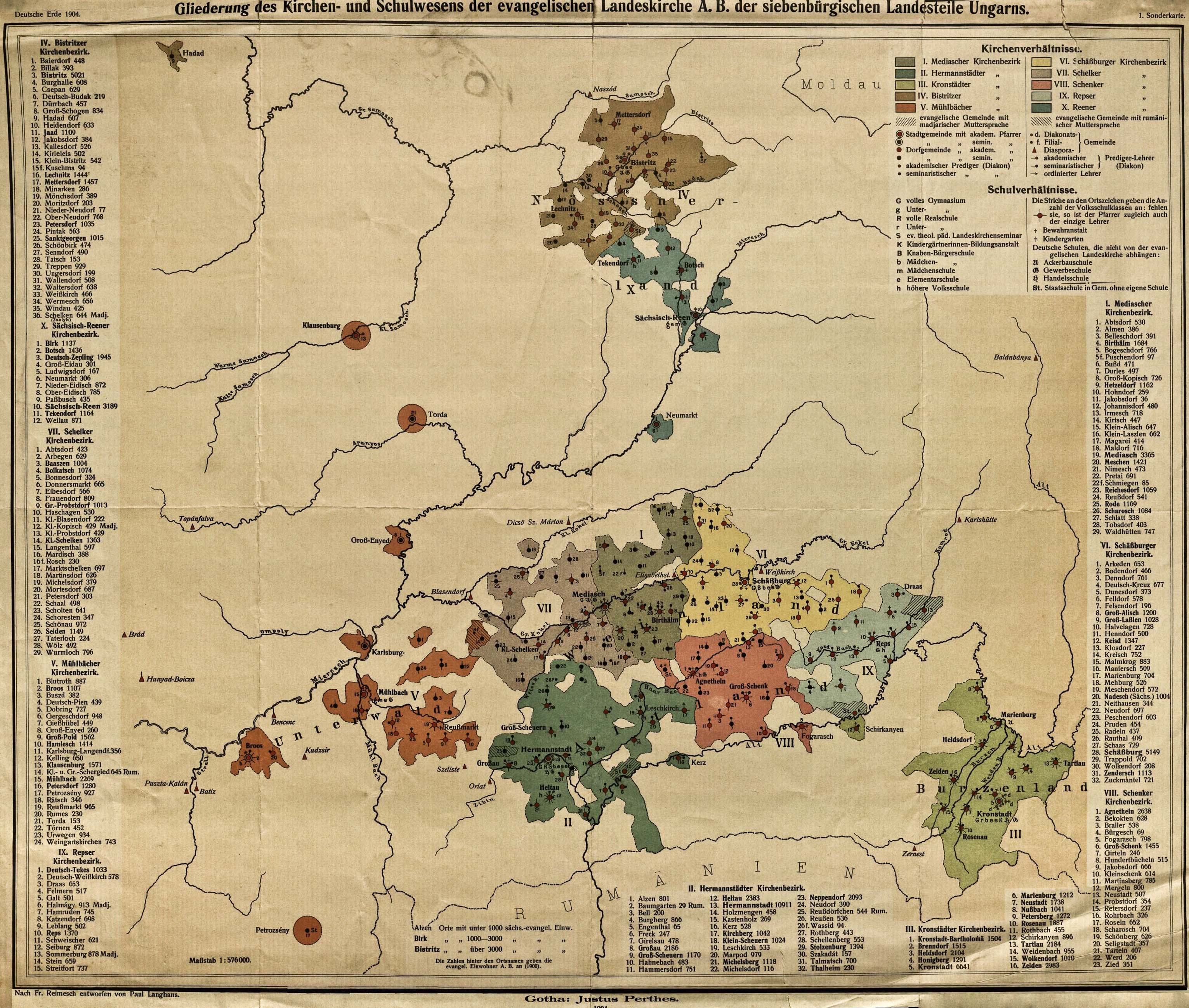
Mapa de las iglesias de la iglesia evangélica C. A. en Transilvania en 1904.

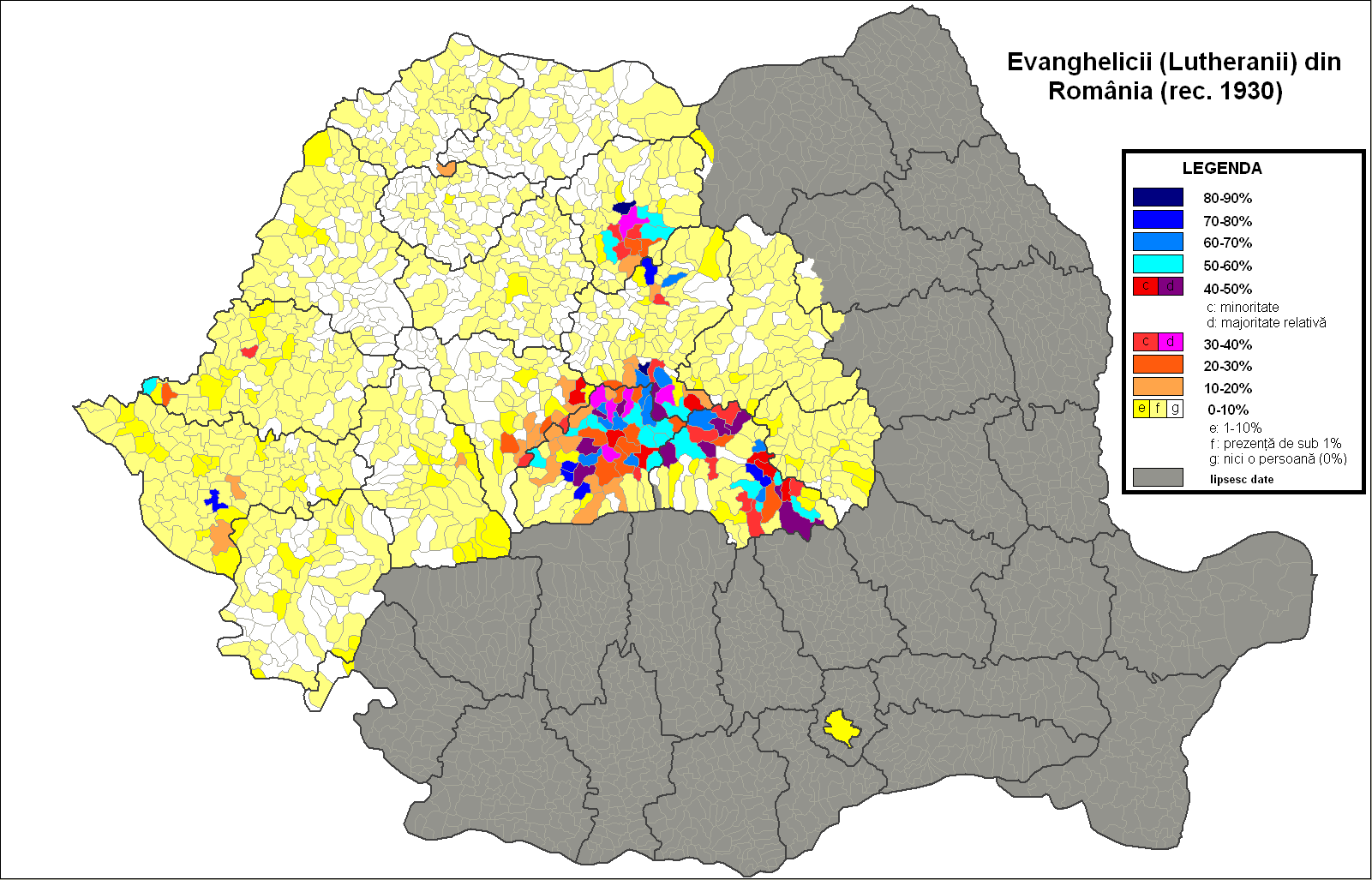
Evangélicos luteranos en la Rumanía de 1930.

La historia de la Iglesia Evangélica C.A. (luterana) en el territorio de Rumanía encuentra sus inicios en el siglo XVI, a través del humanista y reformador Johannes Honterus de Brașov. Los escritos de Martín Lutero habían sido traídos y difundidos en Transilvania ya en 1519, pero la verdadera reforma entre la población católica alemana tuvo lugar en 1542/1543 con la publicación por Johannes Honterus en su imprenta en Brasov de su libro sobre la Reforma, conocido como el Reformationsbüchlein. La primera iglesia de la región en la que se predicó la nueva fe fue la iglesia Negra de Brașov (Kronstadt).
En 1572, con la elección del tercer obispo evangélico luterano, Lukas Unglerus, el Sínodo Evangélico también eligió la Confesión de Augsburgo (abreviado CA en rumano, traducción del término alemán Augsburger Bekenntnis, AB), que día de hoy, junto con el Catecismo Menor de Martín Lutero, es la base de la enseñanza de la iglesia evangélica.
La Reforma Protestante no solo se reflejó en la vida religiosa de los sajones de Transilvania, sino que condujo, al introducir el nuevo orden de la iglesia, a la reorganización del sistema escolar, ya atestiguado en el siglo XIV como el primer sistema escolar popular obligatorio de Rumanía (establecido así por la universidad nacional sajona para todo el fundo regio), así como la reactivación de la actividad comunal y caritativa.
Durante los siglos siguientes, la iglesia ocupó un lugar de central importancia, tanto en la vida social como religiosa de cada comunidad. La actividad diaconal será asumida especialmente por las llamadas "vecindades" (en alemán Nachbarschaften). El pastor era, junto con el alcalde, la personalidad más importante en las más de doscientas localidades con población alemana de Transilvania y tenía la última palabra incluso en asuntos seculares.
La población alemana de Transilvania pasó casi en su totalidad a la confesión luterana. La Contrarreforma de finales del siglo XVII, apoyada por la administración Habsburgo y las tropas austríacas, no logró cambiar las creencias religiosas de las comunidades alemanas luteranas. En muchas de las localidades de Transilvania, entonces integradas en el espacio europeo, se erigieron iglesias góticas y escuelas evangélicas luteranas como testimonio de la cultura occidental y el espíritu cívico de los sajones de Transilvania.
Se mantuvieron estrechos contactos con las universidades alemanas se mantuvieron hasta principios del siglo XIX. Los teólogos luteranos de Transilvania a menudo estudiaban en Alemania. Por los decretos de Karlsbad de 1819, el gobierno austríaco les prohibió estudiar en universidades alemanas. Esta prohibición duró hasta 1830 y el acceso sin restricciones de los estudiantes austriacos a las universidades alemanas solo fue posible nuevamente a partir de 1848. Para continuar garantizando la formación teológica, en 1821 se fundó en Viena un instituto protestante de formación teológica bajo la dirección de Johann Wächter, en el que también se formaron los futuros eruditos luteranos de Transilvania. La educación inadecuada del clero luterano condujo a esfuerzos de reforma que inicialmente no pudieron ser implementados en el campo universitario-teológico y por lo tanto se concentraron en reformar el sistema de escuelas primarias. A partir de 1837, la licenciatura en teología se convirtió en un requisito previo para ser elegido párroco. Inicialmente, la sede de la Iglesia Evangélica estaba en la iglesia de Biertan, pero en 1867 la sede episcopal fue trasladada a Sibiu, donde se encuentra ahora.
En 1876 la iglesia se convirtió prácticamente en administradora sucesora de la disuelta universidad nacional. Poseía extensas propiedades, bosques, los llamados terrenos de la iglesia, y cientos de propiedades en forma de iglesias, rectorías, edificios escolares, casas adosadas (incluido el Palacio Brukenthal en Sibiu), la Colección Brukenthal, etc. En 1921 las congregaciones húngaras se separaron y se constituyeron como una iglesia independiente, con la que han existido dos iglesias luteranas en Transilvania y Rumania desde entonces. La iglesia de influencia húngara ahora se llama Iglesia Evangélica Luterana en Rumanía.
En la época del nacionalsocialismo en Alemania, el "movimiento de renovación" nacionalsocialista en Rumania obtuvo un apoyo cada vez mayor de los campesinos más pobres alrededor de 1930 y ganó influencia política a partir de 1935. La Comunidad del Pueblo Alemán en Rumania (Deutsche Volksgemeinschaft in Rumänien, VDR) bajo Fritz Fabritius, con su "Programa del Pueblo" inspirado por los nazis, estaba en conflicto con el "Partido Popular Alemán de Rumania" (Deutschen Volkspartei Rumäniens, DVR) nacionalsocialista más radical de Alfred Bonfert y Waldemar Gust. Böhm muestra cómo ambas organizaciones se concentraron en el período de entreguerras en “no dividir la atención de los alemanes rumanos” al orientar sus polémicas hacia las “relaciones amigo-enemigo”. Además de Hans Otto Roth, Rudolf Brandsch y el suabo del Banat Kaspar Muth, estos enemigos también incluían al obispo evangélico Viktor Glondys, que fueron expuestos a un discurso de odio estereotipado e indiferenciado. El obispo Glondys ya se había pronunciado un sermón en 1931 alertando contra una "teología étnica" alienada racialmente. Al mismo tiempo, era importante para él resolver las disputas entre los creyentes al respecto.
El 14 de enero de 1936, el VDR concluyó una "tregua" con la administración de la iglesia por orden de Fabritius. Sin embargo, la DVR no reconoció esto y continuó luchando amargamente contra Glondys, el consistorio estatal y la “Volksgemeinschaft” (VDR). Pastores protestantes como Friedrich Benesch, que apoyaban abiertamente la ideología nacionalsocialista, fueron destituidos de su cargo. Con el fin de evitar conflictos internos entre partidos políticos y la iglesia, el consistorio estatal emitió la circular Z924/37 del 14 de febrero de 1936, en la que se instruía a los "empleados de la iglesia y la escuela, así como a todos los candidatos y estudiantes de teología y enseñanza" a "abandonar inmediatamente el frente político-partidista". Quienes se negaran a obedecer debían ser destituidos. Los pastores despedidos se reunieron en las llamadas "tardes populares" ya en agosto de 1935 y redactaron su propio programa de quince puntos. Con referencia a los artículos 7 y 28 de la Confesión de Augsburgo, afirmaron que la circular de 1936 era "no evangélica en el sentido de la Confesión de la Reforma". Según Böhm, este grupo jugó un "papel fatídico contra la Iglesia" en Rumanía hasta 1944.
En agosto de 1940, el obispo Glondys sufrió un derrame cerebral severo y recibió tratamiento médico en el extranjero hasta el 30 de noviembre. El 27 de septiembre de 1940, el radical nacionalsocialista Andreas Schmidt fue nombrado "líder del grupo étnico" (Volksgruppenführer) de los alemanes de Rumanía por la sede de las SS en Berlín. El 9 de noviembre de 1940 se fundó el NSDAP del Grupo del Pueblo Alemán en Rumanía (NSDAP der Deutschen Volksgruppe in Rumänien, DViR)", cuyo derecho a la representación única se extendía a la Iglesia Evangélica. En febrero de 1941, Glondys fue retirado por la fuerza. A partir de 1941, su sucesor Wilhelm Staedel operó la constante "sincronización" de la oficina de la iglesia. Encontró resistencia en el "círculo de defensa" dirigido por el vicario episcopal Friedrich Müller.
Con la Segunda Guerra Mundial y sus enfrentamientos ideológicos, comenzó el declive de la cultura y población alemanas en Transilvania. La guerra y luego la deportación masiva de alemanes a los campos de trabajos forzados de la Unión Soviética (70-80.000 individuos entre 1945 y 1949) y la deportaciones de Bărăgan (1951), por acusaciones de colaboración con los nazis, llevaron a separaciones dolorosas y definitivas dentro de las familias. La nacionalización de la propiedad alemana (salvo los edificios de las iglesias) y los difíciles años de la posguerra hicieron que los pocos que regresaron de Rusia buscaran refugio en su tierra de origen, Alemania, de donde habían venido sus predecesores ochocientos años antes.
Durante el régimen comunista, la Iglesia Evangélica estuvo bajo el severo control de las autoridades estatales. La Securitate usó a la Iglesia Evangélica para aislar a los disidentes. Así, bajo la presión de la Securitate, la Iglesia Evangélica de Rumania obtuvo la eliminación de los escritores Richard Wagner y Herta Müller de la lista de invitados a un congreso eclesiástico celebrado en Berlín entre el 3 y el 14 de junio de 1989. No obstante, los obispos Friedrich Müller-Langenthal y Albert Klein jugaron un papel importante en lograr la preservación de la identidad cultural y religiosa de la comunidad, mediante reformas internas y comprometiéndose con el gobierno.

## Situación actual

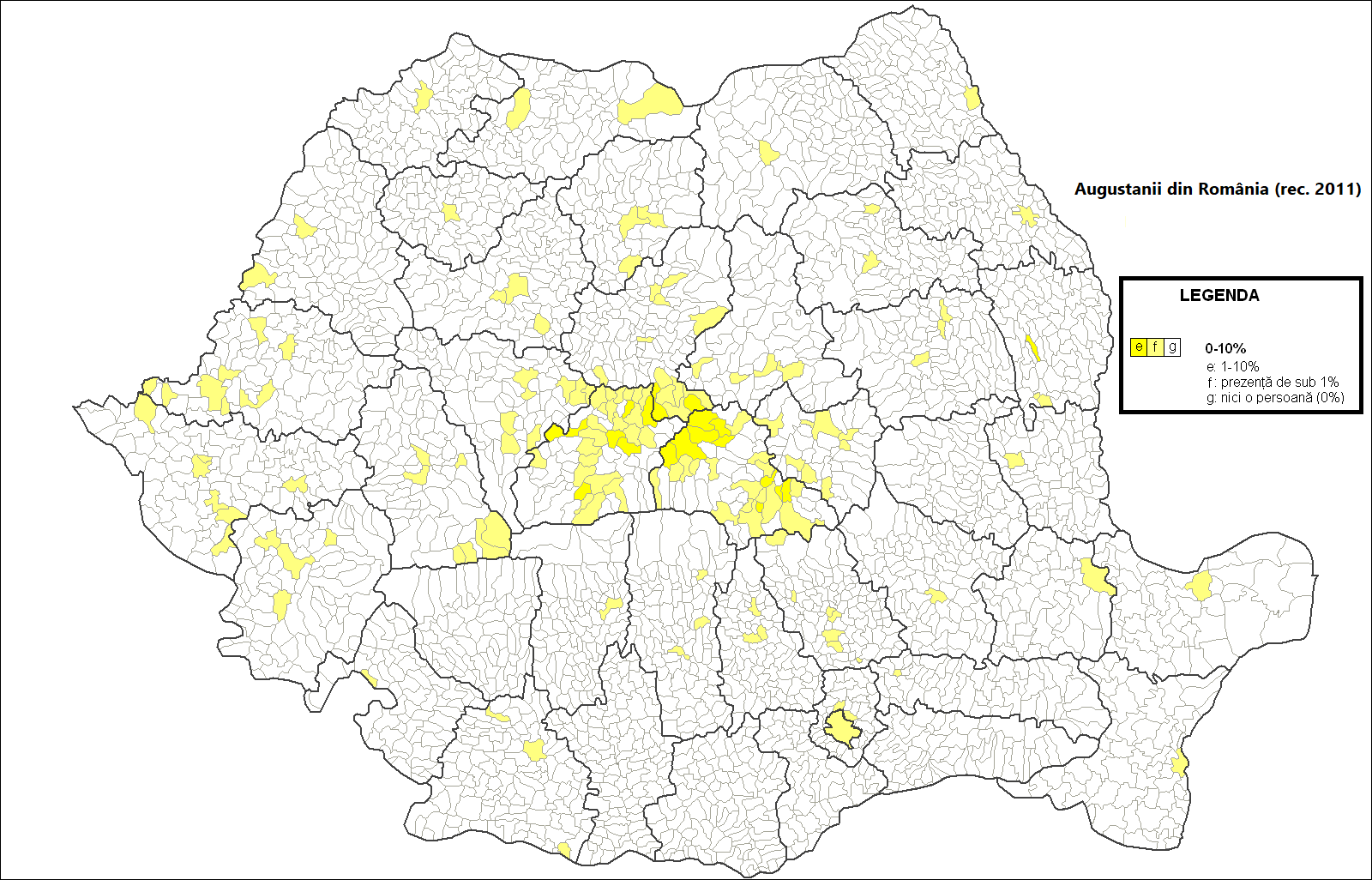
Los augustanos en Rumanía en 2011.

Cuando los acontecimientos de 1989 trajeron consigo la libertad de viajar, hubo una ola de emigración, a través de la cual la mayor parte de la población de etnia alemana de Rumanía abandonó el país y se instaló en Alemania. La emigración masiva golpeó con más fuerza a las comunidades alemanas en Transilvania, despoblando prácticamente a todas las comunidades evangélicas luteranas. En el período entre 1990 y 1993 la Iglesia Evangélica de la Confesión Augustana de Rumanía perdió cerca del 85 % de sus feligreses a causa de este fenómeno. En 1990 se eligió como obispo a Christoph Klein, que ocuparía el cargo hasta 2010. En la mayoría de los pueblos sajones, las iglesias, rodeadas de fortificaciones construidas en el siglo XVI contra las invasiones otomanas, están ahora abandonadas y un gran número se encuentra en un avanzado estado de degradación. En octubre de 2010, durante la visita de la canciller Angela Merkel a Bucarest, el primer ministro Emil Boc admitió que las sumas asignadas a la Iglesia Evangélica con cargo al presupuesto estatal deberían ser más altas que la proporción de creyentes luteranos en Rumanía.
La Iglesia Evangélica C. A. en Rumanía contaba con 11 448 creyentes en 2019.
En 2010 fue elegido el 37.º obispo luterano de Sibiu. Las elecciones tuvieron lugar el 27 de noviembre de 2010 en Sibiu. En la primera ronda, la mayoría fue obtenida por el profesor Stefan Tobler (12 votos), seguido por el pastor Reinhart Guib (11 votos). [6] En la quinta vuelta, fue elegido e Pastor Guib, con 28 votos de los 47 emitidos. El profesor Tobler recibió 18 votos en la quinta ronda. La desventaja de este último fue la renuencia de la asamblea electoral a elegir a un suizo para dirigir la Iglesia Evangélica C. A. en Rumania.
Klaus Iohannis, miembro de la iglesia evangélica de la confesión augustana de Rumanía y exalcalde de Sibiu, es presidente de Rumanía desde 2014.

## Estructura

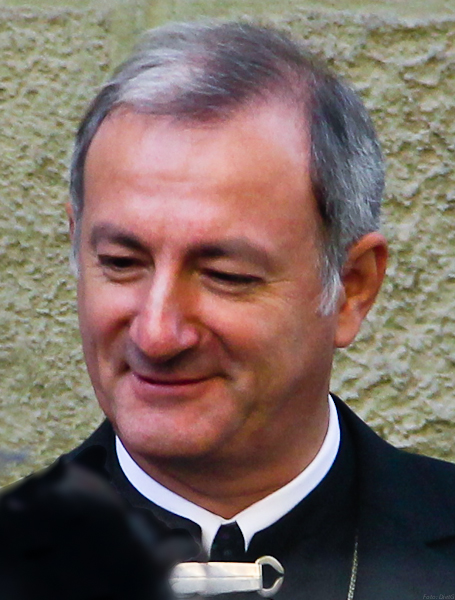
Reinhart Guib, obispo desde 2010.

La iglesia está dividida administrativamente en varios distritos con parroquias independientes que a su vez gestionan parroquias pequeñas y microparroquias dependientes, la llamada diáspora. En total, se atiende a feligreses en 250 localidades. Los distritos se basan en circunstancias históricas, pero ya se han modificado varias veces para tener en cuenta la disminución de la membresía. Son Sibiu (Hermannstadt), Sighișoara (Schäßburg, que incluye las Reener Ländchen, Nösnerland y las comunidades de la diáspora de Bucovina), Brașov (Kronstadt, incluye Bucarest), Mediaș (Mediasch) y Sebeș (Mühlbach).

## Instituciones
Aunque la Iglesia Evangélica C. A. en Rumanía, tiene un número de miembros  muy pequeño, todavía tiene algunas instituciones propias que le permiten formar a sus propios pastores y participar activamente en el diálogo interreligioso y ser una institución de contacto valiosa, también a nivel internacional. Entre las instituciones independientes relacionadas con la iglesia están la Academia Evangélica de Transilvania, la Facultad de Teología Evangélica de la Universidad de Sibiu y el Instituto de Investigaciones Ecuménicas de Sibiu. Las instituciones directamente dependientes de la iglesia directa son Kirchliche Blätter, una revista mensual de la iglesia, el Centro cultural y de reuniones Friedrich Teutsch en Sibiu (que contiene el museo de la Iglesia Evangélica C. A. y el archivo central), el Centro de control de iglesias fortificadas (supervisa proyectos de restauración en las iglesias fortificadas), Hermannstädter Bachchor ("Coro de Bach de Hermannstad"), el Jugendbachchor Kronstadt ("Coro joven de Bach de Kronstadt"), y los archivos de la parroquia Honterus en Kronstadt (Brașov).